# Кейп-Бретон Иглз
«Кейп-Бретон Иглз» (англ. Cape Breton Eagles, фр. Eagles du Cap-Breton) — молодёжный хоккейный клуб из города Сидни, провинция Новая Шотландия, Канада. Выступает в Главной юниорской хоккейной лиге Квебека (QMJHL).

## История
Изначально франшиза была предоставлена команде «Сорель Эпервьерс» («Черные ястребы») на сезон 1969–70. Затем, в 1977 году, они переехали из Сореля в Верден и стали называться «Верден Эпервьерс». В 1979 году они играли как в Сореле, так и в Вердене, прежде чем вернуться в Сорель на следующий сезон. В 1981 году они переехали в Гранби и стали «Гранби Бизонс», а в 1995 году сменили название на «Гранби Предаторс». В 1996 году «Предаторс» выиграли Мемориальный кубок. В 1997 году франшиза была переведена в Сидни и стала называться «Кейп-Бретон Скриминг Иглз». До приезда «Иглз» Сидни с 1988 по 1996 год принимал команду Американской хоккейной лиги «Кейп-Бретон Ойлерз».
14 августа 2019 года команда переименовалась в «Кейп-Бретон Иглз».

## Достижения
- Люк Робитайл Трофи (1): 2006–07;
- Робер Лебель Трофи (1): 2003–04;